# Joegonostalgie

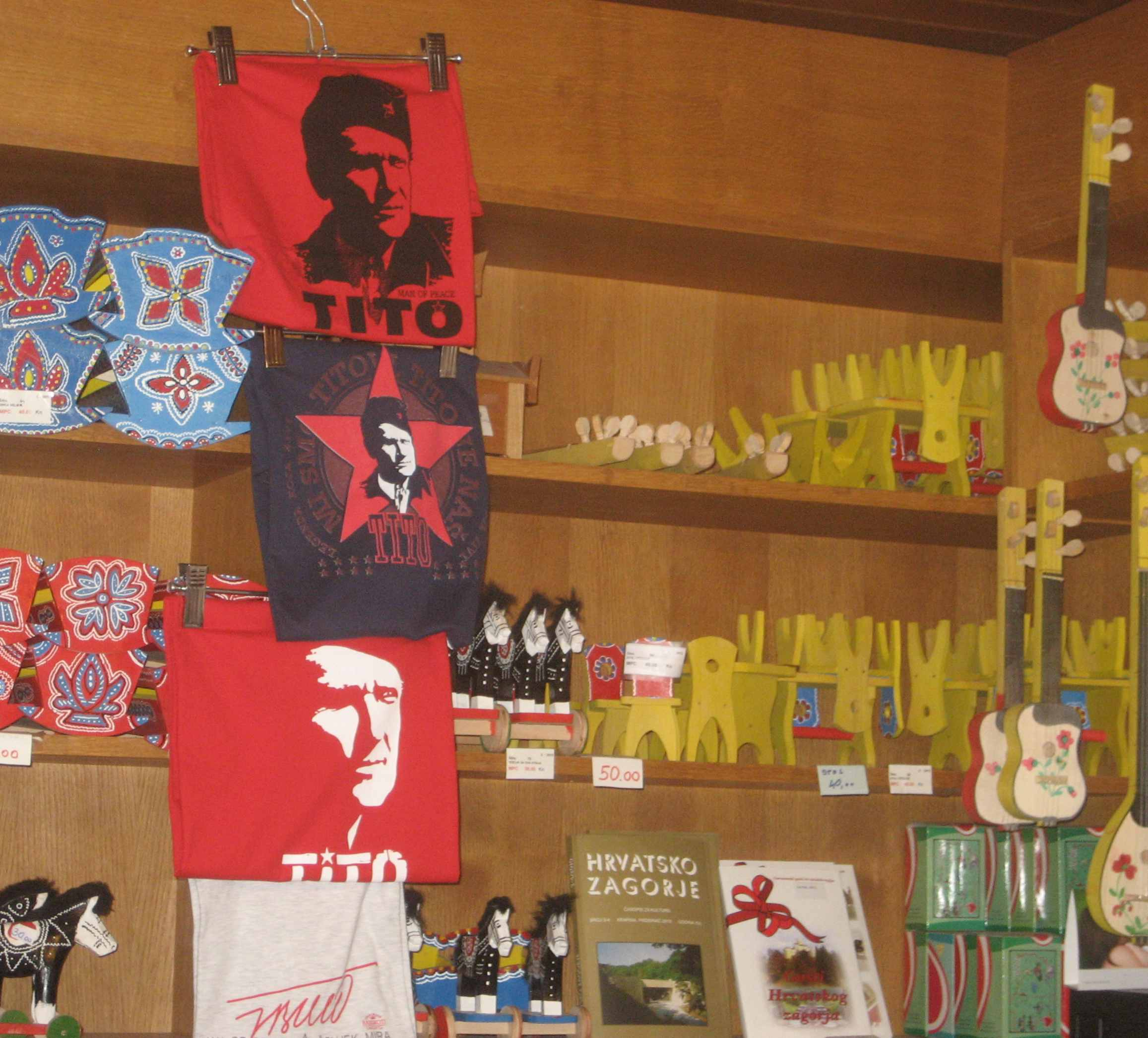
Tito-T-shirts in Kumrovec in 2012

Joegonostalgie (of joego-nostalgie) is het terugverlangen naar de voormalige Socialistische Federale Republiek Joegoslavië.
Huidige culturele en economische manifestaties van joegonostalgie zijn onder andere muziekgroepen met Joegoslavische of titoïstische iconografie, kunstwerken, films, theatervoorstellingen en vele georganiseerde rondleidingen in de belangrijkste steden van de voormalige Joegoslavische republieken.
In Vojvodina (noordelijke provincie van Servië) is "Joegoland" opgezet, een plaats gewijd aan Tito en Joegoslavië.

## Positieve zin
In de positieve zin verwijst joegonostalgie naar een nostalgische emotionele gehechtheid aan geïdealiseerde wenselijke aspecten van de Socialistische Federatieve Republiek Joegoslavië. Het gaat dan onder meer over economische zekerheid, solidariteit, socialistische ideologie, multiculturalisme, internationalisme en ongebondenheid, geschiedenis, gewoonten en tradities en een meer bevredigende manier van leven. Deze worden afgezet tegen de vermeende fouten van de nieuw ontstane landen, waar men in meerdere hiervan nog steeds gebukt gaat onder de gevolgen van de Joegoslavische oorlogen, landen die in verschillende stadia van economische en politieke overgang verkeren. Men klaagt dan over provincialisme, chauvinisme, corruptie in de politiek en het bedrijfsleven, het verdwijnen van het sociale vangnet, economische tegenspoed, inkomensongelijkheid, hogere criminaliteit zowel als een algemene wanorde in administratieve en andere staatsinstellingen.

## Negatieve zin
In de negatieve zin wordt het epitheton gebruikt door de aanhangers van de nieuwe post-ontbinding regimes om hun critici af te schilderen als anachronistisch, onrealistisch, niet patriottisch, als potentiële verraders. In het bijzonder, tijdens en na de Joegoslavische oorlogen, werd het bijvoeglijk naamwoord gebruikt door staatsambtenaren en media van sommige opvolgerlanden om kritiek af te wenden en bepaalde meningen in het politieke debat in diskrediet te brengen. In feite, is het waarschijnlijk dat de term joegonostalgie oorspronkelijk precies werd bedacht voor dit doel, als een politiek gemotiveerd pejoratief label in door de overheid gecontroleerde media, bijvoorbeeld in Kroatië, kort na het uiteenvallen van de Socialistische Federatieve Republiek Joegoslavië.
Volgens Dubravka Ugrešić wordt de term joegonostalgie gebruikt om een persoon in diskrediet te brengen als een "publieke vijand" en een "verrader".